# Heen
Heen of zeebies (Bolboschoenus maritimus, synoniem: Scirpus maritimus) is een soort uit de cypergrassenfamilie. De soort komt voor in gematigde en warme streken van Australië, Oost-Canada, Azië, Afrika en Europa. Ze is ingeburgerd in Noord- en Zuid-Amerika. In Vlaanderen en Nederland is heen algemeen in de kuststreek, in polders en langs rivieren.

## Beschrijving
De soort heeft forse scherp driekantige stengels die over bijna de hele hoogte bebladerd zijn. De bladeren zijn vrij vlak, tot 1 cm breed en aan de top driekantig. Naar boven zijn ze ruw op de randen en op de onderkant van de middennerf. Op de overgang van de bladschede naar de bladschijf zijn aan de buitenkant twee lichte vlekken zichtbaar. De bloemen zijn tweeslachtig. De bloeiwijze is meestal schermvormig of hoofdjesachtig, maar de aar kan ook alleen staan. De roodbruine aren bevatten veel bloemen en zijn gewoonlijk 1-2 cm lang, soms tot 4 cm. Ze zijn meer dan twee keer zo lang als breed. Aan de voet bevinden zich meestal drie schutbladen, die veelal langer zijn dan de bloeiwijze. De kafjes zijn eirond en aan de top ingesneden, waar de middennerf als een naald van enkele millimeters hoogte uitkomt. De stijlen hebben twee of drie stempels. De vrucht is een eenzadige dopvrucht of nootje. De zaadjes zijn ongeveer 3 mm lang en glanzend bruin van kleur. Ze zijn leven langer dan vijf jaar. De plant is eenzaadlobbig.
Ondergronds bezit de plant ronde, houterige knollen waarin voedingsstoffen liggen opgeslagen. Deze knollen vormen een bron van voeding voor overwinterende grauwe ganzen.

## Voorkomen
Heen komt voor langs rivieren, tichelgaten, afwateringskanaaltjes, sloten, vijvers, plassen, kanalen, grachten en basaltglooiingen, in verlandende sloten, op kwelders en 's winters overstroomde laagten in zilt weiland, op strandvlakten in poelen en slenken waar zich regenwater en water uit de duinen verzamelt, in moerassen van zoetwatergetijdengebieden en soms in akkers.
Het Verdronken Land van Saeftinghe en het Saleghem Krekengebied zijn bekende plaatsen waar heen groeit.
De naam zeebies doet soms vermoeden dat de plant zou groeien in zeewater. Dit is echter een hardnekkig misverstand. Heen of zeebies staat en groeit het liefst in zoet of brak water. Overstroming met zeewater verdraagt de plant maar kortstondig.